# Ischnomesus calcificus
Ischnomesus calcificus là một loài chân đều trong họ Ischnomesidae. Loài này được Menzies & George miêu tả khoa học năm 1972.